# Craspedolepta schaeferi
Craspedolepta schaeferi är en insektsart som beskrevs av Lauterer och Burckhardt 2004. Craspedolepta schaeferi ingår i släktet Craspedolepta och familjen rundbladloppor. Inga underarter finns listade i Catalogue of Life.